# Tischtennisweltmeisterschaft 1959
Die 25. Tischtennisweltmeisterschaft fand vom 27. März bis zum 5. April 1959 in Dortmund (Deutschland) statt. Es war die erste WM in Deutschland nach dem Zweiten Weltkrieg, insgesamt nach 1930 die zweite WM in Deutschland.

## Übersicht
Spielort war die Westfalenhalle, gespielt wurde an 16 Tischen auf einem neu verlegten Bodenbelag. Etwa 40.000 Zuschauer verfolgten die Spiele, bei denen 39 Herren- und 27 Damenmannschaften aus 40 Nationen antraten; insgesamt starteten 372 Spieler (264 Herren, 109 Damen). Erstmals nahm auch die DDR mit eigenen Mannschaften teil. Der DTTB konnte sich im Vorfeld nicht mit dem deutschen Fernsehen einigen; deshalb wurden im Fernsehen keine Übertragungen der WM gesendet.
Von den sieben Goldmedaillen gewann Japan sechs. Lediglich der Titel im Herreneinzel ging erstmals an China. Es war die erste WM, bei der Japan nicht den Einzeltitel gewann, wenn es vertreten war. Europa siegte in keinem Wettbewerb. Die Mannschaftstitel der Damen und Herren gingen an Japan. Einzelweltmeister wurde der Chinese Rong Guotuan, bei den Damen gewann Kimiyo Matsuzaki das rein japanische Endspiel. Auch im Damendoppel und im Mixed standen nur japanische Sportler im Finale. Von den Europäern war Ungarn am erfolgreichsten. Es holte Silber im Herrenteam sowie im Herreneinzel durch Ferenc Sidó. Die Tschechoslowakei erreichte im Herrendoppel das Endspiel.
Als Veranstalter durfte Deutschland für die Individualwettbewerbe viele Aktive aufbieten. Die Nominierung erfolgte durch die Landesverbände.

## Spielsystem der Mannschaftswettbewerbe
Die Herrenteams wurden in vier Gruppen gelost. Jede Mannschaft bestand aus drei Spielern. Ein Mannschaftskampf wurde nach dem Swaythling-Cup System durchgeführt.
Die Gruppensieger gelangten ins Halbfinale. Hier gewann Ungarn mit 5:3 gegen China und Japan mit 5:3 gegen Vietnam. Im Endspiel setzte sich Japan mit 5:1 gegen Ungarn durch.
Die Damenteams wurden in drei Gruppen gelost. Jede Mannschaft bestand aus zwei Spielerinnen. Ein Mannschaftskampf wurde nach dem Corbillon-Cup System durchgeführt.
Die drei Gruppensieger Japan, China und Korea spielten im System Jeder gegen Jeden um die Medaillenränge. Japan besiegte China mit 3:0 und Korea mit 3:2 und sicherte sich somit Gold. Korea holte sich durch ein 3:0 gegen China Silber.

## Abschneiden der Deutschen

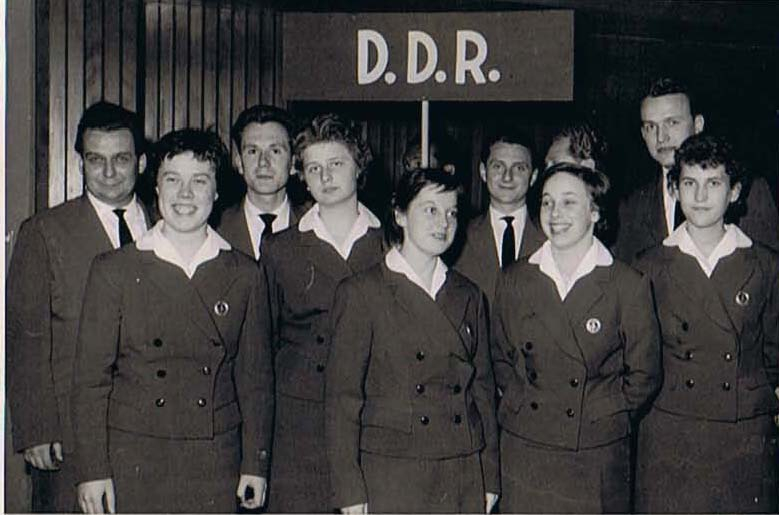
Nationalmannschaft der DDR
Herren von rechts nach links: Günter Matthias, Heinz Schneider (verdeckt), Helmut Hanschmann, Hans Täger und möglicherweise der Trainer.
Damen von links nach rechts: Christa Bannach, Doris Kalweit, Ute Mittelstädt, Sigrun Kunz, Isolde Woschee.

### Herrenmannschaft Deutschland
In den Gruppenspielen der Gruppe B gewann Deutschland gegen Ägypten, Portugal und Belgien (jeweils 5:1) sowie gegen Australien, Irland und Jamaika (jeweils 5:0). Gegen China siegte Conny Freundorfer über den späteren Einzelweltmeister Rong Guotuan und Dieter Köhler über Wang Chuanyao, insgesamt ging der Kampf aber mit 2:5 verloren. Auch gegen Schweden verlor die Mannschaft mit 1:5, den einzigen Sieg erzielte wieder Dieter Köhler über Bjorne Mellström. Damit hatte das Team die Endrunde verpasst, in die nur der Gruppenerste China gelangte.

### Herrenmannschaft DDR
Die DDR erreichte in Gruppe C den fünften Platz. Sie verlor gegen die ersten vier Teams Japan (0:5), Jugoslawien (1:5), Indien (1:5) und Österreich (4:5) und verzeichnete Siege über die Niederlande (5:4), Dänemark (5:1), Italien (5:4), Kanada (5:0) und Luxemburg (5:1). Die meisten Spiele gewann Heinz Schneider.

### Damenmannschaft Deutschland
Auch die Damen konnten sich nicht für die Endrunde qualifizieren. Den Siegen in Gruppe C gegen Neuseeland, Italien, Österreich, Kanada (jeweils 3:0) und Belgien (3:1) standen Niederlagen gegen Japan, Ungarn (jeweils 0:3) und Frankreich (2:3) gegenüber. Damit erreichte Deutschland den vierten Platz.

### Damenmannschaft DDR
Die DDR-Damen wurden in Gruppe A ebenfalls Vierter. Sie verloren gegen die vor ihnen platzierten Teams aus China, England und Schweden jeweils mit 0:3. Dazu kam eine 1:3-Niederlage gegen die Schweiz. Vier Siege sorgten für ein ausgeglichenes Punktverhältnis: Dänemark (3:2), Niederlande (3:0), Spanien (3:1) und die USA (3:0).

### Herreneinzel Deutschland und DDR
Nach der vierten Runde – der Runde der letzten 32 – waren alle deutschen Herren ausgeschieden. Am weitesten kamen
- Erich Arndt: Sieg über Stephen Cafiero (Frankreich), Mauro Galli (Italien), Josef Sedelmayer (Österreich), Niederlage gegen Wang Chuanyao (China)
- Lothar Pleuse: Erste Runde kampflos, Sieg über Josip Vogrinc (Jugoslawien), Johnny Leach, Niederlage gegen Dick Miles (USA)
- Heinz Reimann Sieg über Juan Castillo (Spanien), Glen Mitchell (Jamaika), Alfred Großmann, Niederlage gegen Chuang Chia-Fu (China)
- Heinz Schneider: Sieg über Fuarnado Roberts (Jamaika), Antonio Albiol (Spanien), Marty Reisman (USA), Niederlage gegen Nobuya Hoshino (Japan)

Niederlagen in Runde 1
- Walter Hafner: gegen Vladimir Popov (Bulgarien)
- Helmut Hanschmann: gegen Josef Sedelmayer (Österreich)
- Peter Held: gegen Adalbert Rethi (Rumänien)
- Herbert Marx: gegen Hans Alsér (Schweden)
- Günter Matthias: gegen Bernhard Bukiet (USA)
- Kurt Roesmer: gegen Akbar Shirazi (Iran)
- Hans Täger: gegen Herbert Gomolla

Außerdem schieden Anton Breumair, Dieter Czichowski, Ernst Gomolla, Dieter Knappe, Josef Seiz, Otmar Stock und Klemens Tietmeyer in der ersten Runde aus. Horst Funk war bereits in der Qualifikationsrunde gescheitert.
Niederlagen in Runde 2
- Conny Freundorfer: Sieg über Gert Olsson (Schweden), Niederlage gegen Yang Jai-Hua (China)
- Horst Langer: Sieg über Dimitrios Fotiadis (Griechenland), Niederlage gegen Rong Guotuan (China)
- Dieter Köhler: Sieg über Nils Erik Svensson (Schweden), Niederlage gegen Li Jen-Su (China)
- Klaus Maier: Sieg über William Hodge (Australien), Niederlage gegen Guy Amouretti (Frankreich)
- Werner Haupt: Sieg über Georgios Georgiu (Griechenland), Niederlage gegen Johnny Leach (England)
- Bernie Vossebein: Sieg über Alex Ehrlich (Frankreich), Niederlage gegen Zoltán Bubonyi (Ungarn)
- Fritz Wolf: Sieg über Giuseppe Molina (Italien), Niederlage gegen Jose Maria Pales (Spanien)
- Roland Süßmann: Sieg über Hans Bolin (Schweden), Niederlage gegen Ferenc Sidó (Ungarn)

Niederlagen in Runde 3
- Hans-Jürgen Fromm: Erste Runde kampflos, Sieg über Laurie Landry (England), Niederlage gegen Yang Jai-Hua (China)
- Hans Wilhelm Gäb: Sieg über Luciano Trevisiol (Italien), Edmond Beytkhoda (Persien), Niederlage gegen Tony Larsson (Schweden)
- Herbert Gomolla: Sieg über Hans Täger (DDR), George Jackson (USA), Niederlage gegen Ludvík Vyhnanovský (ČSR)
- Alfred Großmann: Sieg über Roger Desormeux (Kanada), Harry O’Prey (Irland), Niederlage gegen Heinz Reimann
- Heinz Harst: Sieg über André Demeure (Belgien), George Murany (England), Niederlage gegen Chuang Chia-Fu (China)
- Rolf Rätsch[1]: Sieg in der Qualifikation über Wim Augustinus (Niederlande), Herbert Köhncke (Deutschland), dann Sieg über Shonie Aki (USA), Claude Duvernay (Schweiz), Niederlage gegen Li Jen-Su (China)

### Dameneinzel Deutschland und DDR
Am weitesten kam Sigrun Kunz (DDR), die erst im Achtelfinale gegen Gizella Lantos (Ungarn) verlor. Bereits vorher waren Jutta Kruse gegen Sárolta Máthé (Ungarn), Rosemarie Gomolla gegen Kathleen Best (England) sowie Ursel Matthias-Fiedler gegen Taeko Namba (Japan) ausgeschieden.
Niederlagen in Runde 1
- Anita Haacke: gegen Irena Kwiatkowska (Polen)
- Hanna Haering: gegen Choe (Korea)
- Dagmar Katerbau: gegen Eva Kroupova (ČSR)
- Edith Kwiaton: gegen Claude Rougagnou (Frankreich)
- Hertha Maier: gegen Georgeta Pitica (Rumänien)
- Annemie Mann: gegen Marian Krom-Perton (Niederlande)
- Oda Mielenhausen: gegen Diane Rowe (England)
- Ute Mittelstädt: gegen Margita Covic (Jugoslawien)
- Gudrun Müller: gegen Hwang Yool-ja (Korea)
- Inge Müser: gegen Lise Christensen (Dänemark)
- Hannelore Schlaf: gegen Libuse Grafkova (ČSR)
- Ute Taedke: gegen Elsie Carrington (England)
- Brigitta Terbeznik: gegen Birthe Hauth (Dänemark)
- Brigitte Weigert: gegen Mavis Van Gelder (Belgien)
- Monika Wiskandt: gegen Cho Kyung-ja (Korea)

Niederlagen in Runde 2
- Christa Bannach: Sieg über Gudrun Kahns (Dänemark), Niederlage gegen Éva Kóczián (Ungarn)
- Hilde Gröber: Sieg über Denise Lafortune (Kanada), Niederlage gegen Kazuko Yamaizumi (Japan)
- Margot Heidel: Sieg über Alicia Guri (Spanien), Niederlage gegen Sárolta Máthé (Ungarn)
- Irmgard Juniel: kampflos, Niederlage gegen Gizella Lantos (Ungarn)
- Doris Kalweit: Sieg über Annika Guntsch (Schweden), Niederlage gegen Yei (China)
- Helene Klonisch: Sieg über Maria Ignacia Hospital (Spanien), Niederlage gegen Meiying Sun (China)
- Gerda Kriegelstein: Sieg über Joyce Williamson (Neuseeland), Niederlage gegen Loukia Skrivanou (Griechenland)
- Edith Steinke: Sieg über Claudine Collignon (Belgien), Niederlage gegen Birgitta Tegner (Schweden)
- Waltraud Trapp[2]: Sieg über Maria Van Kempen (Belgien), Niederlage gegen Danuta Szmidt (Polen)
- Isolde Woschee: kampflos, Niederlage gegen Choe (Korea)

Niederlagen in Runde 3
- Edit Buchholz: kampflos, Sieg über Stefanie Weber (Australien), Niederlage gegen Danuta Szmidt (Polen)
- Karin Gier: Sieg über Moscha Efremidou (Griechenland), Marianne Bessinger (USA), Niederlage gegen Sigrun Kunz
- Rosemarie Gomolla: Sieg über Barbara Chaimson (USA), Lee Chong-hi (Korea), Niederlage gegen Kathleen Best (England)
- Jutta Kruse: Sieg über Muriel Whait (Kanada), Andree Schaan (Belgien), Niederlage gegen Sárolta Máthé (Ungarn)
- Ursel Matthias: Sieg über Lynn Withams (England), Sharon Acton (USA), Niederlage gegen Taeko Namba (Japan)

Niederlagen in Runde 4
- Sigrun Kunz: Sieg über Jean Lynn (Irland), Monique Jaquet (Schweiz), Karin Gier, Niederlage gegen Gizella Lantos (Ungarn)

### Herrendoppel Deutschland und DDR
Bis ins Achtelfinale kamen Heinz Harst / Dieter Köhler, wo sie gegen Ferenc Sidó (Ungarn) / Rong Guotuan (China) verloren.
Niederlagen in Runde 1
- Marx/Mayer: gegen Zbigniew Calinski/Janusz Kusinski (Polen)
- Matthias/Haupt gegen Guy Delabarre/Paul Bertrand (Belgien)
- Stegmann/Rätsch[1]: gegen Hanschmann/Täger
- Schneider/Pleuse: gegen Dick Miles/Marty Reisman (USA)
- Süßmann/Roesmer: gegen Nils Erik Svensson/Sven Erik Backlin (Schweden)

Freundorfer/Seiz schieden wegen einer Verletzung von Seiz kampflos aus.
Niederlagen in Runde 2
- Breumair/Vossebein: Sieg über Kóczián/Toni Borg (Schweden), Niederlage gegen Jeff Ingber/Laurie Landry (England)
- Gäb/Langer: Sieg über Robert Gusikoff/George Muranyi (USA/England), Niederlage gegen Chiang Yung-Ning/Chuang Chia-Fu (China)
- Hanschmann/Täger: Sieg über Stegmann/Rätsch[1], Niederlage gegen Štípek/Ludvík Vyhnanovský (ČSR)
- Held/Thurmaier: Sieg über Erik Petersen/Harry Wiingard (Dänemark), Niederlage gegen Hu Ping-chuan/Xu Yinsheng (China)
- Kümmerle/Großmann: Sieg über Vahaken Ohannessian/Marcel Barsoumian (Libanon), Niederlage gegen Antoni Arbach/Waldemar Roslan (Polen)
- Maier/Hafner: Sieg über Harry O’Prey/Thomas Caffrey (Irland), Niederlage gegen Alberto Lo/Antonio Osorio (Portugal)
- Thein/Dörrbecker: Niederlage gegen Karl Wegrath/Hans Zankl (Österreich)
- Wolf/Allebrand: Niederlage gegen Berczik/Földy (Ungarn)

Niederlagen in Runde 3
- Ernst Gomolla/Herbert Gomolla: Sieg über Arden Robinson/William Hodge (Australien), Dimitrios Fotiadis/Hariton Haraopulos (Griechenland), Niederlage gegen Chuan-Yao Wang/Jui-HuaYang (China)
- Tietmeyer/Czichowski: Sieg über Frans Schoofs/Bert Onnes (Niederlande), Boutros Moubarak/Georges Bafit (Libanon), Niederlage gegen Alsér/Rakell (Schweden)
- Arndt/Norbert Van der Walle (D/USA): Sieg über Raimund Kofler/Hans Jell (Österreich), Luciano Trevisiol/Paolo Sambo (Italien), Niederlage gegen Köhler/Harst

Niederlagen in Runde 4
- Köhler/Harst: Sieg über Lars-Ake Jonsson/Dan Eriksson (Schweden), Fernando Huecas/Juan Castillo (Spanien), Arndt/Norbert Van der Walle (D/USA), Niederlage gegen Sidó/Rong (Ungarn/China)

### Damendoppel Deutschland und DDR
Durch Freilose erreichten Oda Mielenhausen / Rosemarie Gomolla das Achtelfinale, hier waren aber Libuse Grafkova / Eva Kroupkova (ČSR) zu stark.
Niederlagen in Runde 1
- Gier/Trapp[2]: Niederlage gegen Libuse Grafkova/Eva Kroupkova (ČSR)
- Klonisch/Müller: Niederlage gegen Ghislaine Roland/Maria Van Kampen (Belgien)
- Kriegelstein/Buchholz: Niederlage gegen Annika Guntsch/Lena Guntsch (Schweden)
- Kunz/Bannach: Niederlage gegen Eliza Lida/Danuta Szmidt (Polen)
- Mittelstädt/Woschee: Niederlage gegen Wiskandt/Gröber
- Terbeznik/Haering: Niederlage gegen Mavis Van Gelder/Claudine Collignon (Belgien)

Niederlagen in Runde 2
- Heidel/Katerbau: Niederlage gegen Kathleen Best/Pamela Mortimer (England)
- Juniel/Taedke: kampflos, Niederlage gegen Sun Mei-ying/Qiu Zhonghui (China)
- Kruse/Müser: Sieg über Audrey Bates/Gretta Dimascio (Wales), Niederlage gegen Eguchi/Matsuzaki (Japan)
- Maier/Weigert: kampflos, Niederlage gegen Maria Biro/Georgeta Pitica (Rumänien)
- Schlaf/Matthias: Sieg über Ursula Artz/Marian Krom (Niederlande), Niederlage gegen Taeko Namba/Kazuko Yamaizumi (Japan)
- Steinke/Mann: Sieg über Maria Ignacia Hospital/Alicia Guri (Spanien), Niederlage gegen Haydon/Rowe
- Wiskandt/Gröber: Sieg über Mittelstädt/Woschee, Niederlage gegen Lee Chong-hi/Hwang Yool-ja (Korea)

Niederlage in Runde 3
- Mielenhausen/Gomolla: zweimal kampflos, Niederlage gegen Libuse Grafkova/Eva Kroupkova (ČSR)

### Mixed
Bis unter die letzten 32 gelangten drei Paare. Hier unterlagen Dieter Köhler / Hannelore Schlaf gegen Ichirō Ogimura / Fujie Eguchi (Japan) sowie Lothar Pleuse / Ute Mittelstädt gegen Nobuya Hoshino / Taeko Namba (Japan). Auch Michael Wilcox/Trapp (Australien/Deutschland) erreichten die Runde der letzten 32.

## Politik
- Südafrika war nicht vertreten. Die Regierung von Südafrika verweigerte die Ausreisegenehmigung, weil Farbige in der Mannschaft eingesetzt werden sollten.
- Die DDR wurde bei der Eröffnungsveranstaltung offiziell als „D.D.R.“ (mit Punkten) bezeichnet.

## Wissenswertes
- Der englische ITTF-Präsident Ivor Montagu hält die Eröffnungsrede in deutscher Sprache.[3]
- Agnes Simon startet diesmal – nach ihrer Emigration aus Ungarn – für die Niederlande. Allerdings wird sie nicht in der Mannschaft eingesetzt, sie nimmt nur an den Individualwettbewerben teil.
- Rong Guotuan gewinnt als erster Sportler aus China einen Weltmeistertitel.[4]
- Der persische Spieler Husseyn Amir Ehteshamzadeh wird vom persischen TT-Verband wegen unerlaubter Wetten disqualifiziert.
- Mit 13 Jahren ist der Brasilianer R.Biriba Da Costa (korrekt: Ubiraci Rodrignes Da Costa) der jüngste Teilnehmer.
- Den höchsten Sieg landet die Koreanerin Cho Kyung-ja gegen Louise Parent (Kanada) mit 21:2, 21:1, 21:2.
- Die Schiedsrichter müssen ihre Anfahrtskosten nach Dortmund aus eigener Tasche bezahlen.
- Zu den deutschen Schiedsrichtern gehörten u. a. Eugen Bach aus Neustadt an der Weinstraße[5], Gerhard Wernicke aus Berlin[6], Erich Bachmann († 2016) aus Braunschweig, Egon Geese, Torsten Scharf und Karl Mikosch († 2016).[7]
- Im Spiel Fujie Eguchi gegen Kyong Ja Choi wurde reklamiert, Kyong Ja Choi habe während eines Ballwechsels den Tisch verschoben. Da man sich nicht einigen konnte, wurde Ivor Montagu herbeigerufen. Er ließ den Ballwechsel wiederholen. Zusätzlich markierte er auf dem Fußboden den Stand der Tischbeine, um solche Streitfälle im Wiederholungsfalle entscheiden zu können.[8]
- Der in Essen lebende frühere japanische Olympiasieger im Dreisprung Naoto Tajima betreut die japanischen Tischtennisspieler als Dolmetscher.[9]
- Im Vorfeld mussten 20.000 Plakate wegen einer falschen chinesischen Flagge neu gedruckt werden.[9]
- Die Volksrepublik China gibt im August 1959 zwei Briefmarken mit Tischtennismotiven (Michel-Katalog Nr. 451 und 452) und einen Ersttagsbrief mit Sonderstempel heraus. Die Deutsche Bundespost bietet einen Gedenkumschlag mit Sonderstempel von Dortmund an.
- Es werden 8.000 Tischtennisbälle verbraucht.[10]

## ITTF-Kongress
Der ITTF-Kongress legt fest, welche Schlägerbeläge benutzt werden dürfen, nämlich Noppengummi, Schwamm innen und Schwamm außen. Damit wird ein seit Jahren andauernder Streit um dieses Thema vorerst beendet. Da der DTTB in Deutschland diese Schlägerbeläge erst später – in der Saison 1959/60 – zulassen wird, benutzen die deutschen Teilnehmer Noppengummibeläge.

## Ergebnisse
Es gibt widersprüchliche Angaben darüber, welche Deutsche nur an den Individualwettbewerben teilnahmen:
- Herren BRD:
  - Laut Jahrbuch „Manfred Schäfer: Ein Spiel fürs Leben. 75 Jahre DTTB. (1925–2000). Herausgegeben vom Deutschen Tischtennis-Bund DTTB, Frankfurt am Main 2000, ISBN 3-00-005890-7, S. 123“
    - Anton Breumair, Dieter Czichowski, Herbert Gomolla, Alfred Großmann (Schwabach), Walter Hafner (Freiburg), Heinz Harst, Werner Haupt (Frankfurt), Peter Held (Frankfurt), Horst Langer, Klaus Maier (Freiburg), Herbert Marx (Erlangen), Günter Matthias, Rolf Rätsch[1] (Koblenz), Kurt Roesmer (Nürnberg), Josef Seiz, Otmar Stock (Friedberg), Roland Süßmann (Nürnberg), Klemens Tietmeyer, Bernie Vossebein, Fritz Wolf (Mainz)

  - zusätzlich laut ITTF-Teilnehmerliste
    - Heinz Allebrand, Horst Dörrbecker (Treysa), Horst Funk (Weinheim), Werner Kümmerle (Augsburg), Herbert Mayer (Obergünzburg), Lothar Stegmann (Ulm)[11], Horst Thein (Milbertshofen), Matthäus Thurmaier
- Herren DDR: Hans-Jürgen Fromm, Dieter Knappe (Leipzig)
- Damen BRD:
  - Laut Jahrbuch „Manfred Schäfer: Ein Spiel fürs Leben. 75 Jahre DTTB. (1925–2000). Herausgegeben vom Deutschen Tischtennis-Bund DTTB, Frankfurt am Main 2000, ISBN 3-00-005890-7, S. 123“
    - Edit Buchholz, Karin Gier, Rosemarie Gomolla, Hilde Gröber (Duisburg), Anita Haacke (Berlin), Hanna Haering (Schweinfurt), Margot Heidel (Karlsruhe), Irmgard Juniel (Bremen), Dagmar Katerbau (Heidelberg), Helene Klonisch (Dülken), Edith Kwiaton (Milbertshofen), Hertha Maier (München), Annemie Mann (Frankfurt/Main), Gudrun Müller (Köln), Inge Müser, Ursula Paulsen[12], Edith Steinke (Berlin), Ute Taedke, Brigitta Terbeznik (Bayreuth), Waltraud Trapp[2], Brigitte Weigert (München), Monika Wiskandt

  - zusätzlich laut ITTF-Teilnehmerliste
    - Gerda Kriegelstein
- Damen DDR: Doris Kalweit (Berlin)

| Wettbewerb        | Rang | Sieger                                                                                               |
| ----------------- | ---- | --- |
| Mannschaft Herren | 1.   | Japan (Ichirō Ogimura, Seiji Narita, Nobuya Hoshino, Teruo Murakami)                                 |
| Mannschaft Herren | 2.   | Ungarn (László Földy, Ferenc Sidó, László Pigniczki, Zoltán Bubonyi, Zoltán Berczik)                 |
| Mannschaft Herren | 3.   | China (Chiang Yung-Ning, Xu Yinsheng, Wang Chuanyao, Rong Guotuan, Yang Jai-Hua)                     |
| Mannschaft Herren | 3.   | Vietnam (Mai Văn Hòa, Lê Văn Tiết, Trần Cảnh Được, Trần Văn Liễu)                                    |
| Mannschaft Herren | 9.   | Deutschland (Erich Arndt, Conny Freundorfer, Hans Wilhelm Gäb, Ernst Gomolla, Dieter Köhler)         |
| Mannschaft Herren | 17.  | DDR (Helmut Hanschmann, Lothar Pleuse, Heinz Reimann, Heinz Schneider, Hans Täger)                   |
| Mannschaft Herren | 13.  | Österreich (Viktor Hirsch, Anton Hold, Wolfgang Stoiber, Karl Wegrath, Hans Zankl)                   |
| Mannschaft Herren | 21.  | Schweiz (Lajos Antal, Paul Birchmeier, Claude Duvernay, Mario Mariotti, Marcel Meyer de Stadelhofen) |
| Mannschaft Damen  | 1.   | Japan (Fujie Eguchi, Kimiyo Matsuzaki, Taeko Namba, Kazuko Yamaizumi)                                |
| Mannschaft Damen  | 2.   | Korea (Hwang Yool-ja, Choi Kyung-ja, Lee Chong-hi, Cho Kyung-ja)                                     |
| Mannschaft Damen  | 3.   | China (Sun Mei-ying, Qiu Zhonghui, Hu Ke-Ming)                                                       |
| Mannschaft Damen  | 10.  | Deutschland (Jutta Kruse, Ursel Matthias-Fiedler, Oda Mielenhausen, Hannelore Schlaf)                |
| Mannschaft Damen  | 10.  | DDR (Christa Bannach, Sigrun Kunz, Ute Mittelstädt, Isolde Woschee)                                  |
| Mannschaft Damen  | 19.  | Österreich (Brigitte Hausleitner, Hildegard Hintner, Margit Wanek)                                   |
| Mannschaft Damen  | 22.  | Schweiz (Franziska Hassler, Monique Jaquet, Vera Kaszdorf)                                           |
| Herren Einzel     | 1.   | Rong Guotuan – CHN                                                                                   |
| Herren Einzel     | 2.   | Ferenc Sidó – HUN                                                                                    |
| Herren Einzel     | 3.   | Ichirō Ogimura – JPN                                                                                 |
| Herren Einzel     | 3.   | Dick Miles – USA                                                                                     |
| Damen Einzel      | 1.   | Kimiyo Matsuzaki – JPN                                                                               |
| Damen Einzel      | 2.   | Fujie Eguchi – JPN                                                                                   |
| Damen Einzel      | 3.   | Éva Kóczián – HUN                                                                                    |
| Damen Einzel      | 3.   | Qiu Zhonghui – CHN                                                                                   |
| Herren Doppel     | 1.   | Teruo Murakami/Ichirō Ogimura – JPN                                                                  |
| Herren Doppel     | 2.   | Ludvík Vyhnanovský/Ladislav Štípek – TCH                                                             |
| Herren Doppel     | 3.   | Hans Alsér/Åke Rakell – SWE                                                                          |
| Herren Doppel     | 3.   | László Földy/Zoltán Berczik – HUN                                                                    |
| Damen Doppel      | 1.   | Taeko Namba/Kazuko Yamaizumi – JPN                                                                   |
| Damen Doppel      | 2.   | Fujie Eguchi/Kimiyo Matsuzaki – JPN                                                                  |
| Damen Doppel      | 3.   | Sun Mei-ying/Qiu Zhonghui – CHN                                                                      |
| Damen Doppel      | 3.   | Ann Haydon/Diane Rowe – ENG                                                                          |
| Mixed             | 1.   | Ichirō Ogimura/Fujie Eguchi – JPN                                                                    |
| Mixed             | 2.   | Teruo Murakami/Kimiyo Matsuzaki – JPN                                                                |
| Mixed             | 3.   | Zoltán Berczik/Gizella Lantos – HUN                                                                  |
| Mixed             | 3.   | Wang Chuanyao/Sun Mei-ying – CHN                                                                     |

## Medaillenspiegel
| Rang  | Land                | Gold | Silber | Bronze | Gesamt |
| ----- | ------------------- | ---- | ------ | ------ | ------ |
| 1     | Japan               | 6    | 3      | 1      | 10     |
| 2     | Volksrepublik China | 1    | 0      | 5      | 6      |
| 3     | Ungarn              | 0    | 2      | 3      | 5      |
| 4     | Tschechoslowakei    | 0    | 1      | 0      | 1      |
| 5     | England             | 0    | 0      | 1      | 1      |
| 5     | Vereinigte Staaten  | 0    | 0      | 1      | 1      |
| 5     | Südvietnam          | 0    | 0      | 1      | 1      |
| 5     | Schweden            | 0    | 0      | 1      | 1      |
| Total | Total               | 7    | 7      | 13     | 27     |